# 阮福綿寴
阮福綿寴（越南语：／，1837年7月20日—1875年8月17日），字仲至（越南语：／），越南阮朝明命帝第七十四子，生母和嬪阮氏奎。

## 生平
明命十八年六月十八日（1837年7月20日），阮福綿寴在順化皇城出生。年少出閣讀書，品學優良。嗣德五年（1852年）二月，受封為符吉郡公（越南语：／）。嗣德二十八年七月十七日（1875年8月17日），阮福綿寴去世，壽三十九歲，賜諡恭亮。葬於承天府香水縣居正總月瓢社，在香茶縣永治總褒榮社建祠祭祀。

## 子女
阮福綿寴有4子6女。後裔按御賜韋字部起名。
- 三子阮福洪𩏪，襲封畿外侯。